# Laga (Highland)
Laga (Schots-Gaelisch: Làga) is een dorp in de Schotse lieutenancy Inverness in het raadsgebied Highland.

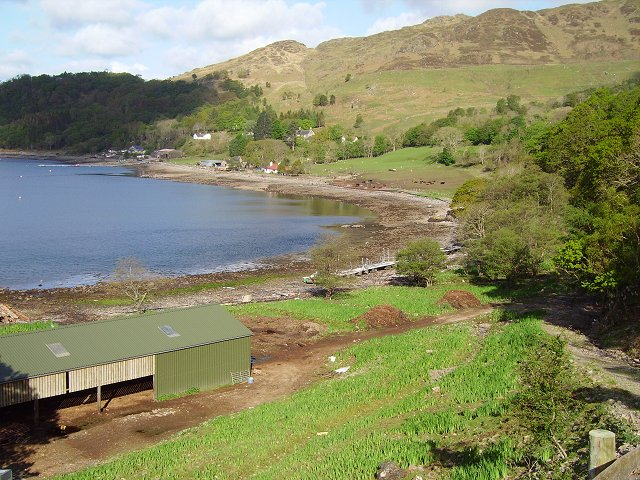
Baai bij Laga